# 방옥정
방옥정(房玉精)은 조선 전기의 문신이다. 본관은 남양(南陽), 자는 윤보(潤甫)이다. 증조부는 직제학(直提學) 방사량(房士良)이고, 할아버지는 세종 때 정3품 군자감정(軍資監正)을 지낸 방구행(房九行)이며, 아버지는 행인천교수(行仁川敎授)를 지낸 방유륜(房有倫)이다.

## 생애
1469년(예종 1년) 증광시 생원시에서 2등으로 합격하고, 같은 해 진사시에도 합격하면서 양시 합격자가 되었다.
1472년(성종 3년) 춘당대시(春塘臺試) 문과(文科)에서 을과로 급제하여 판관(判官)을 거쳐 정5품 세자시강원 문학(世子侍講院文學)을 역임하며 왕세자의 교육을 담당하였다.
1493년(성종 24년) 천추사(千秋使) 서장관(書狀官)이 되어 명나라에 다녀오기도 했다.

## 유적
전라남도 곡성군 옥과면에 천광호(天光湖)란 인공 호수가 있었다. 이 호수는 조선 성종(成宗) 때 옥과 현감(玉果縣監) 방옥정(房玉精)이 노주선(鷺洲仙)이란 기생과 뱃놀이를 즐기려고 팠다고 한다. 하지만 지금은 조선 선조 때 시인 백호 임제(林悌)가 쓴 ‘天光湖’라는 석비만 남아있다.

## 가족 관계
- 증조부 : 방사량(房士良)
- 증조모 : 백계(白磎)의 딸
  - 조부 : 방구행(房九行)
    - 부 : 방유륜(房有倫)